# Enderleinellus deppei
Enderleinellus deppei är en insektsart som beskrevs av Kim 1966. Enderleinellus deppei ingår i släktet Enderleinellus och familjen ekorrlöss. Inga underarter finns listade i Catalogue of Life.